# Slater (Iowa)
Slater ist eine Kleinstadt (mit dem Status "City") in Story und Boone County im US-amerikanischen Bundesstaat Iowa. Im Jahr 2010 hatte Slater 1489 Einwohner, deren Zahl sich bis 2013 auf 1500 erhöhte. Das U.S. Census Bureau hat bei der Volkszählung 2020 eine Einwohnerzahl von 1.543 ermittelt.
Die Stadt ist Bestandteil der Ames Metropolitan Statistical Area, einer Metropolregion, die sich über das gesamte Gebiet des Story County erstreckt.

## Geografie
Slater liegt im Zentrum Iowas, rund 10 km östlich des Des Moines River, einem rechten Nebenfluss des Mississippi. Dieser bildet rund 260 km östlich die Grenze zu Illinois, während der Missouri River etwa 220 km westlich die Grenze zu Nebraska bildet. Die Grenze Iowas zu Minnesota verläuft rund 190 km nördlich; Missouris Nordgrenze befindet sich rund 160 km südlich.
Die geografischen Koordinaten von Slater sind 41°52′40″ nördlicher Breite und 93°40′43″ westlicher Länge. Die Stadt erstreckt sich über eine Fläche von 3,26 km² und liegt in der Palestine Township.
Nachbarorte von Slater sind Sheldahl (an der südwestlichen Stadtgrenze), Madrid (11,1 km westlich), Luther (21,3 km nordwestlich), Kelley (9,4 km nordnordöstlich), Ames (22 km in der gleichen Richtung), Huxley (8,7 km ostnordöstlich), Alleman (12,2 km südwestlich) und Polk City (13,8 km südsüdwestlich).
Die nächstgelegenen größeren Städte sind die Twin Cities (Minneapolis und St. Paul) in Minnesota (366 km nördlich), Rochester in Minnesota (313 km nordnordöstlich), Waterloo (179 km nordöstlich), Cedar Rapids (184 km östlich), Iowas Hauptstadt Des Moines (35,7 km südsüdöstlich), Kansas City in Missouri (335 km südsüdwestlich), Nebraskas größte Stadt Omaha (247 km westsüdwestlich), Sioux City (288 km westnordwestlich) und South Dakotas größte Stadt Sioux Falls (425 km nordwestlich).

## Verkehr
Der Iowa Highway 210 führt in West-Ost-Richtung durch das Stadtgebiet von Slater. Alle weiteren Straßen sind untergeordnete Landstraßen, teils unbefestigte Fahrwege sowie innerörtliche Verbindungsstraßen.
In Slater treffen auf den Trassen ehemaliger Eisenbahnstrecken mit dem Heart of Iowa Nature Trail und dem High Trestle Trail zwei Rail Trails für Wanderer, Radfahrer und Reiter zusammen.
Der nächste Flughafen ist der 43 km südlich gelegene Des Moines International Airport.

## Geschichte
Im Jahr 1883 entstand nördlich von Sheldahl eine Kreuzung zweier Eisenbahnlinien der früheren Bahngesellschaften North Western und Milwaukee Road. Es entstand ein Bahnhof mit dem Namen Sheldahl Crossing und eine Siedlung bildete sich in dessen Umfeld. In den folgenden Jahren zogen viele Einwohner von Sheldahl in die neue Siedlung, die nach dem früheren Landbesitzer Michael Slater umbenannt worden war. Im Jahr 1890 wurde der Ort als selbstständige Kommune inkorporiert.

## Bevölkerung
Nach der Volkszählung im Jahr 2010 lebten in Slater 1489 Menschen in 589 Haushalten. Die Bevölkerungsdichte betrug 456,7 Einwohner pro Quadratkilometer. In den 589 Haushalten lebten statistisch je 2,53 Personen.
Ethnisch betrachtet setzte sich die Bevölkerung zusammen aus 98,5 Prozent Weißen, 0,3 Prozent Afroamerikanern, 0,2 Prozent amerikanischen Ureinwohnern sowie 0,8 Prozent aus anderen ethnischen Gruppen; 0,1 Prozent stammten von zwei oder mehr Ethnien ab. Unabhängig von der ethnischen Zugehörigkeit waren 1,3 Prozent der Bevölkerung spanischer oder lateinamerikanischer Abstammung.
26,5 Prozent der Bevölkerung waren unter 18 Jahre alt, 61,2 Prozent waren zwischen 18 und 64 und 12,3 Prozent waren 65 Jahre oder älter. 48,3 Prozent der Bevölkerung waren weiblich.
Das mittlere jährliche Einkommen eines Haushalts lag bei 73.958 USD. Das Pro-Kopf-Einkommen betrug 30.595 USD. 2,9 Prozent der Einwohner lebten unterhalb der Armutsgrenze.